# Benedykt Mikułowski
Benedykt Mikułowski herbu Rawicz (zm. przed 2 maja 1732 roku) – stolnik sandomierski od 1730 roku, sędzia grodzki sandomierski w 1729 roku.
Był posłem na sejm 1729 roku z województwa sandomierskiego.